# Sint-Jansboog

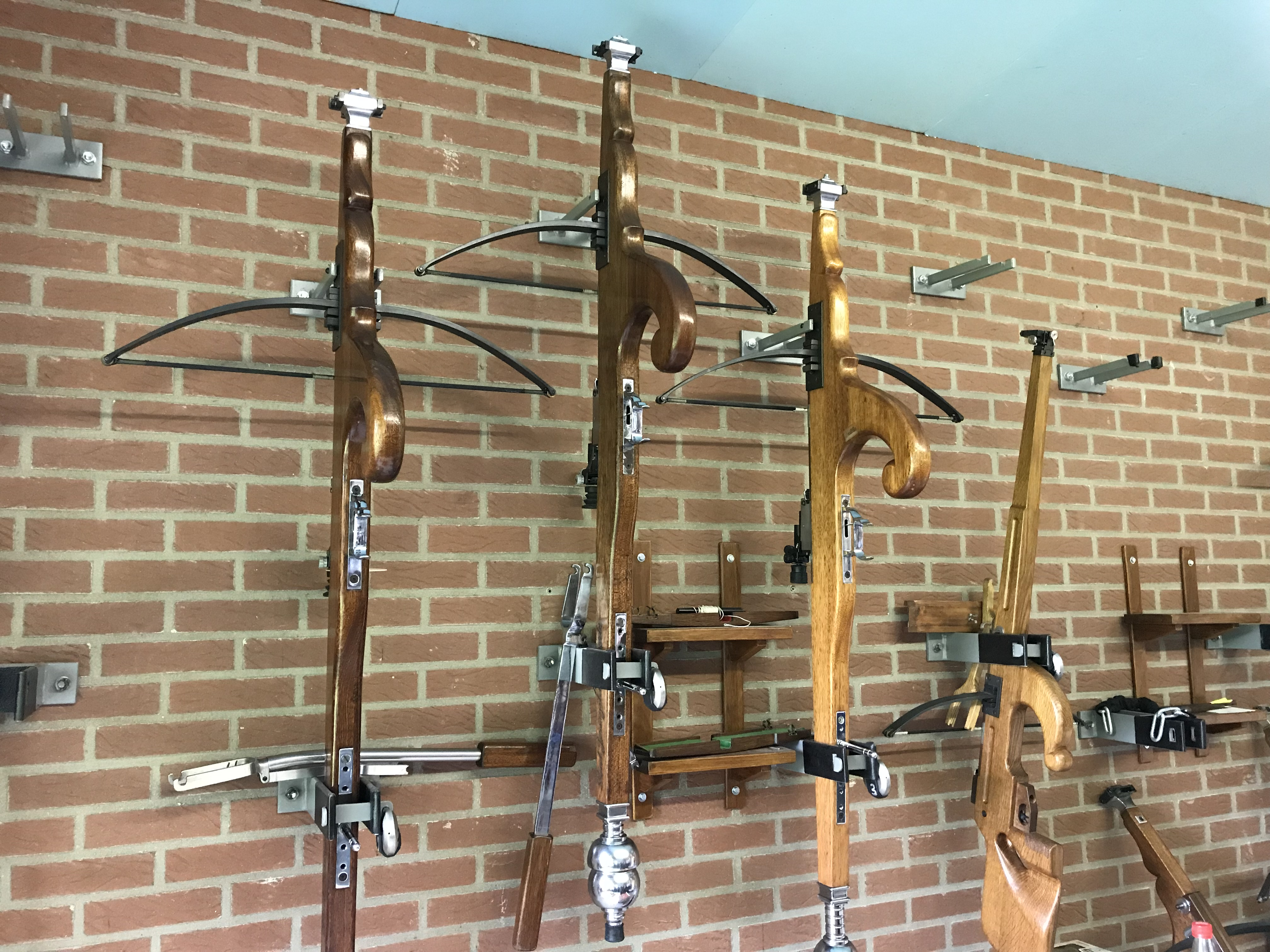
Sint-jansbogen bij de Sint Joris schuttersgilde van Meerle (Hoogstraten)

De Sint-Jansboog is een traditionele kruisboog uit de Noorderkempen.

## Geschiedenis
De Sint-Jansboog is een variatie op de Belgische kruisboog, de oorspronkelijke kruisboog was populair bij schutters gilde in Brussel, Gent, Brugge, Antwerpen en in het noorden van Frankrijk sinds de 19e eeuw.
In het begin van de jaren dertig werd onder impuls van Dokter Gommers uit Meerle het Verbond der St.Jansboog binnen de Noorderkempen opgericht. Zeven gilden sloten hierbij aan, waaronder de Sint-Jorisgilde van Loenhout. Na de Tweede Wereldoorlog sloten ook de Nederlandse gilden Rijsbergen en Sprundel aan bij dit verbond. Vanaf dan gebruikten zij ook de Sint-Jansboog in plaats van de voetboog.

## Beschrijving
De boog bezit een lange kolf die op de schouder rust en in evenwicht wordt gehouden door een bol aan het uiteinde van de boog. De sint-jansboog wordt daarom ook balansboog genoemd.

## Gebruik
Met de Sint-Jansboog schieten de schutters van op een afstand van 61 meter op doel. Tijdens de zesjaarlijkse koningsschietingen wordt er geschoten op een wip: een lange paal van een 20-tal meter waarop een houten koningsvogel wordt geplaatst. Wie de vogel als eerste van de wip schiet, mag zich de volgende zes jaar koning noemen.